# Grifó blau de Gascunya
El Grifó blau de Gascunya (Griffon Bleu de Gascogne, FCI No.32) és una raça de gos de tipus rastrejador originària de la regió francesa de Gascunya.
Es tracta d'un gos de caça versàtil, per a caça menor i major, en gossades o de forma individual. Té un pelatge clapejat i aspre.

## Aparença
Aquest grifó blau té una grandària mitjana de 50 a 57 cms fins a la creu, amb un mantell aspre que el caracteritza (com a grifó que és) de color clapejat blavós, orelles caigudes menys llargues que altres gossos de caça i una cua cap amunt i lleugerament corbada.
El color del mantell del Grifó blau de Gascunya és el mateix que el del Gran rastrejador blau de Gascunya, blanc clapejat amb negre, que li dona una aparença blavosa. Té taques negres a cada costat del cap amb una àrea blanca a la part superior i, en ella, un petit oval negre. Té marques marrons clares similars a les ulleres a cada ull, la qual cosa li dona un efecte "quatre ulls", i del mateix color a les galtes, a dins de les orelles, a les potes i a sota de la cua. La textura del seu mantell serà dura i rude, una mica més curt al cap que a la resta del cos.
Faltes en el seu estàndard són desviacions en aquesta aparença o temperament, que tindran efectes sobre la salut i habilitats del gos, així com l'absència de colors esperats, estructura o talla que indiquin que no és de pura raça.

## Història
El Griffon Bleu de Gascogne descendeix d'encreuament de races entre el Bleu de Gascogne i el Griffon Nervais i, possiblement també amb el Gran grifó vandeà. Aquesta raça ha anat declinant durant molts anys, però últimament ha experimentat una certa millora.
La raça té un bon nas i una bona veu, és molt bo i està molt alerta com a gos de tota mena de caça. S'han exportat exemplars d'aquesta raça per tot el món promocionant-lo com una raça poc freqüent en alguns països.